# Kristina Lugn
Gunhild Bricken Kristina Lugn (Tierp, 14 de noviembre de 1948-Estocolmo, 9 de mayo de 2020) fue una poetisa y dramaturga sueca. 

## Biografía
Se crio en Skövde, Vestrogotia, y tras acabar su educación, se dedicó a la poesía, a la dramaturgia y a la crítica literaria. Entre 1997 y 2011 se desempeñó como directora artística del Teater Brunnsgatan Fyra en Estocolmo (Brunnsgatan 4), fundado por el célebre actor sueco Allan Edwall. Lugn fue sucedida en el puesto por su hija, la escritora Martina Montelius.
Su apellido «Lugn» significa «calma» en sueco, algo con lo que suele jugar para referirse a ella. 
En 1999 recibió el premio literario Dobloug, otorgado por la Academia Sueca. El 20 de diciembre de 2006 reemplazó a Lars Gyllensten en la silla 14 de la Academia Sueca. Formó parte del comité encargado de elegir al Premio Nobel de Literatura.
Falleció en su domicilio a los setenta y un años el 9 de mayo de 2020.

## Obras (parcial)
- Om jag inte (1972)
- Till min man, om han kunde läsa (1976)
- Döda honom! (1978)
- Om ni hör ett skott (1979)
- Percy Wennerfors (1982)
- Bekantskap önskas med äldre bildad herre (1983)
- Lugn bara Lugn (1984)
- Hundstunden (1989)
- Samlat lugn (1997)
- Nattorienterarna (1999)
- Hej då, ha det så bra ( 2003)